# Bismool
Bismool is een heterocyclische verbinding van bismut, met als brutoformule C4H5Bi. De structuur is iso-elektronisch met die van pyrrool: het stikstofatoom is hierbij vervangen door bismut. Bismool behoort tot de groep der metallolen.
Zuiver bismool is nog niet geïsoleerd, omdat de bismut-waterstofbinding zeer onstabiel is. Enkele gesubstitueerde derivaten zijn wel bekend.